# François Berlier de Vauplane
Pour les articles homonymes, voir Famille Berlier de Vauplane, Berlier (homonymie) et Vauplane.
François Berlier de Vauplane, né le 27 juin 1883 à Château-Renault et décédé le 2 juillet 1939 à Versailles, est un prêtre jésuite français et éducateur. Après une conduite héroïque durant la Première Guerre mondiale, il est connu comme recteur de l'école Saint-Louis-de-Gonzague (Paris), de 1930 à 1937, puis de l'école Sainte-Geneviève (Versailles), de 1937 à 1939.

## Biographie
François nait le 27 juin 1883 à Château-Renault du mariage de Polyeucte Berlier de Vauplane (1846-1920) et de Marie Célestine Marguerite Peltereau (1854-1928), cousine du député René-Armand Peltereau-Villeneuve,.
Il fait ses études à Saint-Grégoire de Tours et à l'école Sainte-Geneviève de Versailles, dirigée par les pères jésuites. Il s'y préparait aux concours des grandes écoles en vue d'une admission à l'École spéciale militaire de Saint-Cyr, lorsqu'une grave maladie interrompt ses études.
Il entre dans la Compagnie de Jésus, alors en exil à Jersey. Il y sera suivi par son jeune cousin germain Hervé Berlier de Vauplane. François est professeur de mathématiques et d'allemand à Marneffe (une autre institution des Jésuites français en exil). Il étudie la théologie au scolasticat autrichien d'Innsbrück (Autriche) où il collabore à la revue Zeitschrift für katholische Theologie. Il y est ordonné prêtre quelques jours avant la déclaration de guerre de l’Autriche à la Serbie (28 juillet 1914) et parvient à rentrer en France pour prendre du service.
En octobre 1914, il apprend la mort de son cousin germain Jacques Berlier de Vauplane, mort pour la France puis en avril 1917 de son autre cousin germain Robert Berlier de Vauplane, mort pour la France.
D'abord brancardier, il est ensuite aumônier militaire dans l'infanterie coloniale, au 24e régiment et au 43e. Son dévouement marque fortement ses camarades : « « En gare de Sainte-Menehould, j'ai entendu deux soldats du 24e colonial causer de leur aumônier, le P. de Vauplane. « Tu l'as bien vu, comme il marchait sur le parapet pour ramener les “types”. Il est épatant. Et puis, il nous tirait par le bras pour nous aider à sortir des tranchées… Ce qu'ils sont tout de même chic, ces curés ! ». Il est grièvement blessé le 28 septembre 1915 à Main de Massiges où une artère sectionnée le rendît boiteux pour la vie, puis regagne le front où il est victime, en 1917 d'une attaque par les gaz. Compte tenu de sa bravoure, il est fait chevalier de l'Ordre de la Légion d'Honneur pour prendre rang le 21 novembre 1918, avec citation à l'ordre de l'armée « aumônier (territorial) au groupe de brancardiers d'une division d'infanterie coloniale : bien que classé dans le service auxiliaire, puis réformé au cours de la guerre, a volontairement repris du service. Grièvement blessé, le 28 septembre 1915, en relevant un officier tombé sur le champ de bataille, est revenu reprendre sa place au front à peine guéri. S'est dépensé sans compter avec une activité et un courage inépuisables, apportant à tous et dans les circonstances les plus critiques, le concours de son ministère. S'est particulièrement distingué au cours des opérations sur la Suippe, du 5 au 12 octobre, par sa vaillance et sa charité inlassable envers les blessés ». Il exerce son ministère sur le front avec comme de nombreux autres jésuites engagés dans la Grande Guerre qu'il a côtoyé. Hors des combats, il prêchait, donnait des leçons de latins et rendait mille et un services. Dans une lettre à sa famille, il écrivait : « j'assiste à un perpétuel miracle de la grâce… Des âmes s'élevant très haut, d'autres se purifiant... ah ! qu'ils sont beaux mes petits Français et que je les aime. »
Après l'armistice, il n'est pas démobilisé mais accompagne son régiment qui occupe la Palatinat, puis est nommé aumônier de la VIII° armée d'occupation jusqu'en 1920 où il fait souvent le lien entre l'état major français et les autorités allemandes, y compris ecclésiastiques, du fait de sa parfaire maitrise de l'allemand. Il continue son œuvre pastorale auprès des troupes d'occupation jusqu'en octobre 1920 où il est démobilisé.   

il termine sa théologie en Angleterre, fait son 'troisième an' en Belgique. Il rejoint ensuite Paris où il est aumônier de la conférence Laënnec, au milieu des étudiants en médecine, externes, internes et patrons ; il s'intéresse alors à la physiologie. Le journal La Croix écrit à son propos : 

« Polyglotte et mathématicien de valeur, le père de Vauplane est aussi un lettré et un grand éducateur ayant séjourné longtemps dans divers pays étrangers, il s'est initié de près à toutes les méthodes éducatives en usage en Europe. »

Considéré comme l'un des disciples du père Pierre Olivaint, « original, décidé, possédant à un degré rare le sens de l'autorité, plus ami des hommes que des livres », il est nommé recteur des collèges jésuites parisiens de la rue de Madrid et de la rue Franklin (lycée Saint-Louis-de-Gonzague), puis recteur de l'école Sainte-Geneviève de Versailles, y exerçant une influence sur de nombreux élèves, comme celui qui deviendra son confrère, le père Émile Plankaert, un 'Juste parmi les nations' et Michel Poniatowski ou encore le général Robert Aubinière.
Recteur du Lycée Saint-Louis-de-Gonzague (dit 'Collège de Franklin'), il est à l'origine du projet « Super Franklin » qui consista à détruire l’essentiel des vieux petits bâtiments existants et à faire construire le grand bâtiment, qui porte maintenant son nom. Ce bâtiment, construit en béton armé, inclut sur trois étages la grande chapelle. Cette chapelle est un vaste édifice comprenant notamment la fresque d’Henri de Maistre représentant La Vie de saint Louis de Gonzague. Le bâtiment fut inauguré et béni par le cardinal Jean Verdier en 1935,.
Après la guerre, il continue de s'investir dans le monde militaire, en particulier comme aumônier de l'École spéciale militaire de Saint-Cyr,, il exerce en même temps son apostolat, par des réunions et des conférences, en Allemagne et en Autriche. « Fidèle à sa tâche d'éducateur, il prenait une place décisive dans les congrès de l'enseignement […] maniant couramment l'allemand et l'anglais […] il étonnait, tant par l'indépendance sereine de ses idées que par la maîtrise de la langue qu'il maniait. »

Le 2 janvier 1939, usé prématurément par ses blessures et son importante activité, le père de Vauplane est immobilisé par une terrible maladie dont il meurt le 2 juillet 1939, jour anniversaire de son ordination sacerdotale. Le 20 juillet, La Croix lui consacre une longue notice qui commence comme suit : 

« Le P. de Vauplane est mort. À peine les journaux eurent-ils diffusé la triste nouvelle que de tous les coins de France affluèrent, de cent postes coloniaux, de bien des villes étrangères, accoururent non pas de banales condoléances, de laconiques télégrammes de sympathie, mais des témoignages émouvants de peine personnelle, de reconnaissance et de fidélité. »

Le Figaro lui consacre une nécrologie le décrivant comme suit : " Haut et mince, pâle et blanc, fin de partout, le visage éclairé par le beau visage de ses yeux clairs, le P. François de Vauplane laisse à tous ceux qui l'ont connu le souvenir d'un homme qui savait tempérer ce que sa nature avait gardé de trop entier et de trop altier par une courtoisie et une bonté sans égales".

### Distinctions
François Berlier de Vauplane est chevalier de l'ordre national de la Légion d'honneur et titulaire de la croix de guerre 1914-1918.